# Nils Aschan (skriftställare)
Gunnar Nils Johan Aschan, född 21 januari 1871 i Östra Torsås församling i Kronobergs län, död 27 februari 1966 i Oscars församling i Stockholm, var en svensk ämbetsman och skriftställare.

## Biografi
Nils Aschan var son till överstelöjtnant Nilson Aschan samt bror till regeringsrådet Willand Aschan och sonsons son till industrimannen Johan Lorentz Aschan. Familjen tillhörde släkten Aschan från Östergötland. Han avlade hovrättsexamen 1896, var rådman och notarius publicus i Örebro 1901–1929, samtidigt polischef 1908–1917 samt auditör och vice krigsdomare 1907–1930. Han var styrelseordförande i Sveriges auditörer 1915 och i Sveriges krigsdomare och auditörer 1919–1930. Nils Aschan var författare till flera böcker, vilka hade släkt- eller hembygdskaraktär.
Han var gift tre gånger, första gången från 1903 med friherrinnan Elsa Djurklou (1883–1976), dotter till Nils Gabriel Djurklou, andra gången 1918 med Elin Prytz (1873–1962), senare Bergman, och tredje gången 1924 med preussiska grevinnan Anna Wachtmeister af Björkö (1863–1937). Hans son, civilingenjören Carl Aschan (född 1906), flyttade till London och blev direktör hos Wigglesworth & Co.